# Kate Sheppard

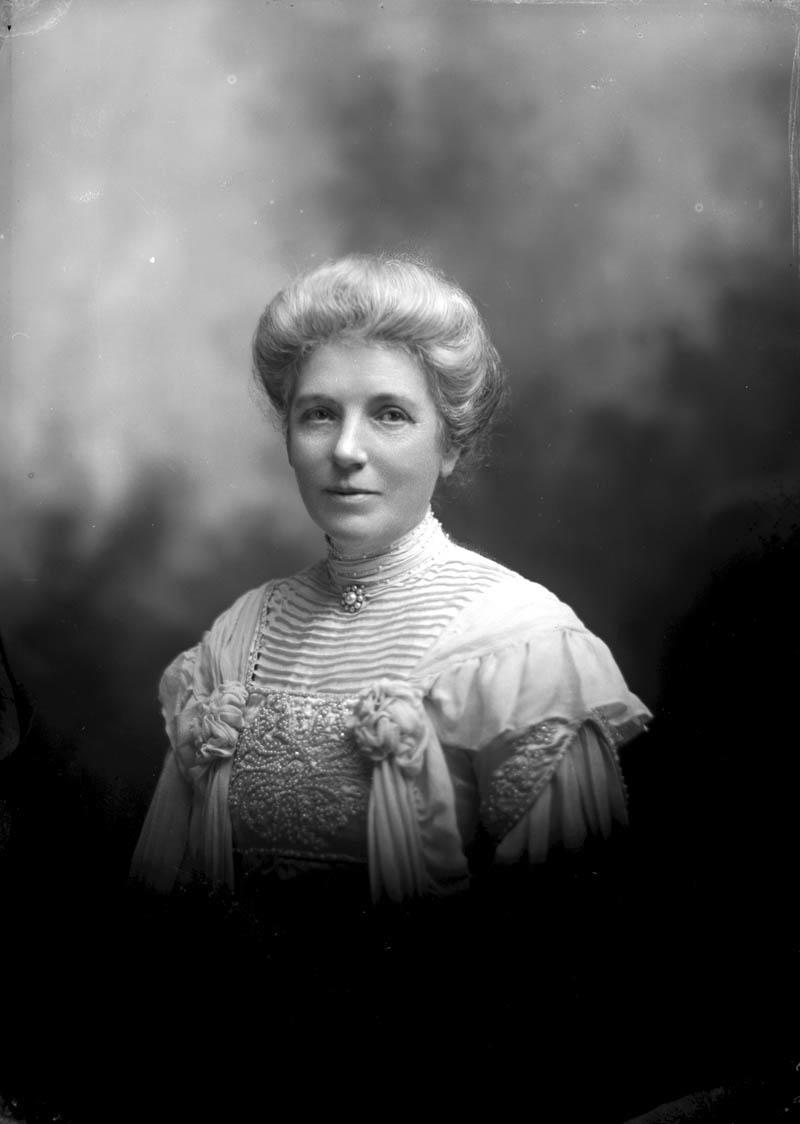
Kate Sheppard 1905

Kate Sheppard (* 1848 oder 10. März 1847 als Catherine Wilson Malcolm in Liverpool, England; † 13. Juli 1934 in Christchurch, Neuseeland) war eine Sozialreformerin, Suffragette und die erste Präsidentin des Nationalen Frauenrats in Neuseeland.

## Leben
Catherine Wilson Malcolm wurde als zweitälteste Tochter der schottischen Familie von Andrew Wilson Malcolm (1819–1862) und Jemima Crawford Souter (1822–1881) geboren. Sie hatte zwei Schwestern (Marie und Isabella) und zwei Brüder (Robert und Frank). Catherine, die ihre frühe Kindheit in London, im schottischen Nairn und im irischen Dublin verbrachte, änderte ihren Namen in Katherine und verwendete später nur noch die Kurzform Kate.
Ihre streng christlich-religiösen Prinzipien und ihre ausgeprägte soziale Einstellung waren auf den Einfluss ihres Onkels zurückzuführen, der Pastor der Free Church of Scotland in Nairn war. Mit einer guten Bildung versehen, besaß sie ein umfangreiches Wissen in Wissenschaft, Kunst und Recht.

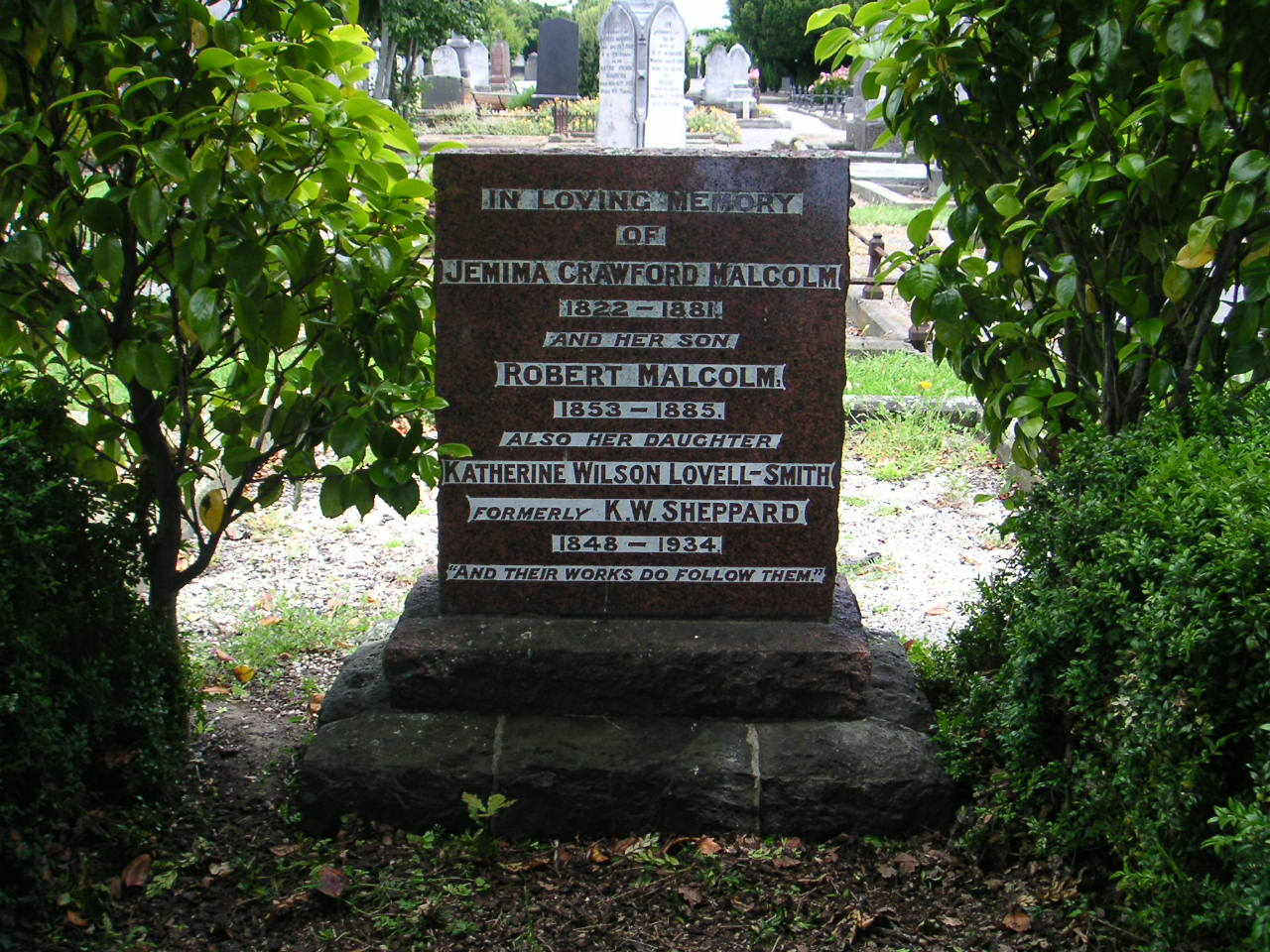
Sheppards Grab in Addington

Nach dem frühen Tod ihres Vaters im Jahr 1862 wanderte die gesamte Familie 1868 nach Neuseeland aus und siedelte sich im Frühjahr 1869 in Christchurch an. Am 21. Juli 1871 heiratete Kate den Großhandelskaufmann Walter Allen Sheppard. Mit ihm hatte sie einen Sohn, Douglas, der am 8. Oktober 1880 in Christchurch geboren wurde. Kate Sheppard überlebte ihren Mann, der 1915, und ihren Sohn, der 1910 starb. Im Alter von 78 Jahren, 10 Jahre nach dem Tod ihres ersten Mannes, heiratete sie erneut. Die Hochzeit mit dem 72-jährigen William Sidney Lovell-Smith fand am 15. August 1925 statt.
Kate Sheppard starb am 13. Juli 1934 in ihrem Wohnort Riccarton (heute Christchurch) im Alter von 87 Jahren. Ihr Wohnhaus wurde als Kate Sheppard House 2010 vom New Zealand Historic Places Trust als Baudenkmal der Kategorie I eingestuft.

## Wirken
In den ersten Jahren ihrer Ehe engagierte sich Kate Sheppard in der Trinity Congregational Church in Christchurch, besuchte Bibelstunden und sammelte Spenden. Später wurde sie dann Sekretärin der Ladies Association (Frauenverband) und engagierte sich gegen Alkoholismus in der Familie.
1885 kam Mary Greenleaf Clement Leavitt, delegiert von der Woman’s Christian Temperance Union (WCTU), aus den Vereinigten Staaten nach Neuseeland und gründete zusammen mit Kate Sheppard die Women’s Christian Temperance Union of New Zealand (WCTU NZ). Den Frauen war schnell klar, dass sie politisch nur dann mehr erreichen konnten, wenn Frauen das aktive Wahlrecht innehätten und auch selbst gewählt werden könnten. Zu diesem Zweck wurde 1887 innerhalb der WCTU in Neuseeland das Franchise Department (Wahlrechtsabteilung) gegründet, deren Leiterin Kate Sheppard wurde. Von nun an führte sie die Kampagne, das uneingeschränkte Wahlrecht für Frauen in Neuseeland einzuführen.
1888 veröffentlichte sie die sehr einflussreiche Schrift Zehn Gründe, warum neuseeländische Frauen das Wahlrecht erhalten sollten (Ten Reasons Why the Women of New Zealand Should Vote) und zeigte darin eine sehr eigenständige, unerschrockene Denkweise: Die Bedeutung der Frauen für die Kindererziehung gebe ihnen die Möglichkeit, über den Augenblick hinauszuschauen; die schwächere körperliche Konstitution lehre sie Rücksicht und Einsatz für die Bewahrung von Frieden, Gesetz und Ordnung, vor allem die Höherstellung von Recht über Macht; die Verdopplung der Wählerschaft würde das Risiko von Korruption vermindern; und nicht zuletzt stünde es einer Demokratie wie Neuseeland gut an anzuerkennen, dass alle Unbescholtenen bei der Abfassung von Gesetzen, die für alle gelten sollten, mitwirken müssten.
Zwischen 1888 und 1893 organisierte sie fünf Parlaments-Petitionen. In der fünften Kampagne im Jahr 1893 bekam sie 31.872 Unterschriften von Mitstreiterinnen zusammen; das entsprach einem Drittel aller neuseeländischen Frauen über 21 Jahren. Dieses Druckmittel verhalf schließlich dazu, dass die männlichen Parlamentarier am 19. September 1893 das Wahlrecht (The Electoral Act) entsprechend änderten. Damit war Neuseeland, von den Pitcairninseln im Südpazifik abgesehen, das erste Land der Welt (Kolonien eingeschlossen), in dem Frauen das aktive Wahlrecht zugestanden wurde. Ein Erfolg, der sich auch in der folgenden Wahlbeteiligung niederschlug. Ungefähr 85 % aller wahlberechtigten Frauen über 21 Jahre ließen sich zur Wahl registrieren und 65 % davon nahmen ihr erkämpftes Recht wahr und gingen 1893 zur Wahl.
1894 reiste Kate Sheppard nach England, um mit ihren engagierten Reden und ihren Erfahrungen im Kampf um das Frauenwahlrecht die englische Frauenbewegung zu stärken. 1895 nahm sie als Delegierte Neuseelands an der Weltkonferenz der WCTU in London teil. Ihre Reden dort fanden allgemeine Beachtung. Vom Internationalen Frauenrat in London wurde sie anschließend gebeten, in Neuseeland einen National Council of Women of New Zealand (NCWNZ) zu gründen.
Zurück in Neuseeland stellte sie fest, dass bereits Gründungsvorbereitungen hierfür im Gange waren. Auf der Gründungskonferenz im April 1896 wurde Kate Sheppard schließlich zur ersten Präsidentin des NCWNZ gewählt, eine Funktion, die sie drei Jahre lang ausfüllte.
Das 1895 von der WCTU gegründete Journal The White Ribbon war lange Zeit die einzige ausschließlich von Frauen erstellte Zeitung Neuseelands. Unter der ausgesprochen aktiven Mitarbeit von Kate Sheppard wurde das Journal das Sprachrohr von beiden Organisationen, der Women’s Christian Temperance Union of New Zealand und des National Council of Women of New Zealand.
Kate Sheppards aktivste politische Zeit als Sozialreformerin war die von 1887 bis 1902. Im April 1903 trat sie auf der WCTU-Konferenz in Dunedin aus gesundheitlichen Gründen von ihren Ämtern zurück. Auf Wunsch ihres Ehemannes gingen beide im Juli 1903 zurück nach England. In London, ihre Gesundheit hatte sich etwas gebessert, trat sie wieder öffentlich und engagiert für die Rechte der Frauen ein. Im September 1904 ging sie erneut wieder zurück nach Neuseeland und sollte wegen personeller Engpässe wieder für den WCTU kandidieren. Sie lehnte ab und zog sich nun 59-jährig aufgrund ihres sich verschlechternden Gesundheitszustandes vom öffentlichen politischen Leben zurück. 
1990 wurde von der Reserve Bank of New Zealand beschlossen, alle Banknoten zu erneuern. Seitdem ziert Kate Sheppard die Vorderseite der neuseeländischen 10-Dollar-Banknote.